# Nanashi no Game
Nanashi no Game (также известна, как The Game with No Name) — компьютерная игра в жанре survival horror, вышедшая на приставке Nintendo DS 3 июля 2008 году в Японии. Игра была разработана и выпущена компанией Square Enix.

## Сюжет
Ходят слухи, что существует проклятая компьютерная игра; все, кто поиграют в неё, умрут через семь дней, если за это время не дойдут до конца. Главный герой — очередная жертва игры, которую ему посоветовал его друг. Через несколько дней после начала игры, протагонист приходит к другу и обнаруживает его мёртвым. Начиная с этого дня, с главным персонажем начинают происходить странные вещи.

## Геймплей
Геймплей игры поделён на две разные составляющие. Большую часть игрового процесса игрок должен исследовать окружающую обстановку, решать различные головоломки и пытаться избегать духов. В некоторых местах игра будет переходить в РПГ-режим, на котором можно играть только используя верхний экран приставки. В этом режиме игрок должен проходить восьмибитную РПГ, в которой можно найти подсказки для головоломок и более глубоко понять сюжет игры.

## Отзывы
| Иноязычные издания | Иноязычные издания |
| Издание            | Оценка             |
| ------------------ | ------------------ |
| Famitsu            | 30/40              |
| Cubed3             | 9/10               |

Nanashi no Game получила 30/40 на Famitsu.. Из-за невысоких продаж, не издавалась за пределами Японии.